# Nördlicher Teil des Kühlenberges
Das Landschaftsschutzgebiet Nördlicher Teil des Kühlenberges ist ein mit Verordnung der Unteren Naturschutzbehörde beim Landratsamt Böblingen vom 10. Oktober 1974 ausgewiesenes Landschaftsschutzgebiet (LSG-Nummer 1.15.062).

## Lage und Beschreibung
Das Schutzgebiet entstand durch Sammelverordnung des Landratsamts Böblingen vom 10. Oktober 1974, die mehrere Schutzgebiete umfasste. Mit dem Inkrafttreten dieser Verordnung trat die Verordnung des Landratsamts Böblingen vom 30. Dezember 1959 über den Schutz von Landschaftsteilen im Kreisgebiet außer Kraft.
Das 13.8 Hektar große Landschaftsschutzgebiet liegt nordwestlich von Jettingen und gehört zum Naturraum Obere Gäue. 
Im Schutzgebiet liegt der Kühlenberg, der mit einer Höhe von 629,6 m ü. NHN der höchste Punkt im Landkreis Böblingen ist.

## Schutzzweck
Wesentlicher Schutzzweck ist die Erhaltung der Korngäulandschaft. Die charakteristischen Landschaftsteile sollen für die Erholungsnutzung gesichert werden und das Gebiet soll vor weiterer Zersiedlung geschützt werden.